# 祖詠
祖 詠（そ えい、699年 - 746年?）は、中国・唐の詩人。洛陽の出身。

## 略歴
王維と親交があった。
開元12年（724年）、進士に及第したが、官職は得られず、汝水（河南府を流れる）のほとりの別荘に引きこもって、農耕生活を送った。

## 詩人としての彼
代表的作品に、『終南望余雪（終南に余雪を望む）』（五言絶句）、『望薊門（薊門をのぞむ）』(七言律詩)がある。
| 終南望余雪 |                                 |
| 終南陰嶺秀 | 終南 陰嶺秀で                   |
| 積雪浮雲端 | 積雪 雲端に浮かぶ               |
| 林表明霽色 | 林表 霽色（せいしょく）明らかに |
| 城中増暮寒 | 城中 暮寒を増す                 |

| 望薊門         |                                                          |
| 燕台一望客心驚 | 燕台一たび望めば客心驚く                                 |
| 簫鼓喧喧漢将営 | 簫鼓（しょうこ）喧喧たり漢将の営                         |
| 万里寒光生積雪 | 万里の寒光 積雪に生じ                                    |
| 三辺曙色動危旌 | 三辺の曙色 危旌（きせい）に動く                          |
| 沙場烽火侵胡月 | 沙場の烽火 胡月を侵し                                    |
| 海畔雲山擁薊城 | 海畔の雲山 薊城を擁す                                    |
| 少小雖非投筆吏 | 少小より投筆の吏には非ずといえども                       |
| 論功還欲請長纓 | 功を論ぜんには還（ま）た長纓（ちょうえい）を請わんと欲す |